# Kolbe-Schmitt-reactie
De Kolbe-Schmittreactie, ook wel Kolbe-proces, genoemd naar Hermann Kolbe en Rudolf Schmitt is een carboxyleringsreactie voor fenolen. De reactie wordt uitgevoerd door een natriumfenolaat (het natriumzout van fenol) onder druk te verhitten met koolstofdioxide (100 atm, 125°C). Het reactiemengsel wordt vervolgens met zwavelzuur behandeld. Het product is een aromatisch hydroxyzuur. Wordt uitgegaan van ongesubstitueerde fenol, dan is het reactieproduct salicylzuur, de uitgangsstof in de bereiding van aspirine.
Als in plaats van het natriumfenolaat, gebruikgemaakt wordt van het kaliumfenolaat, dan wordt in plaats van salicylzuur, 4-hydroxybenzoëzuur gevormd. De zouten en esters van dit zuur zijn bekend onder de naam parabenen en worden op uiteenlopende wijze toegepast.

## Reactiemechanisme
De Kolbe-Schmittreactie verloopt via een nucleofiele additie vanuit het fenolaat-ion aan koolstofdioxide. Het koolstofdioxide is hier het elektrofiel, en de reactie is in feite een variatie op de elektrofiele aromatische substitutie. In de reactie wordt een salicylaat-anion gevormd. De laatste stap van de reactie bestaat uit het neutraliseren van het salicylaat met zuur tot het vrije salicylzuur.
Marković heeft door middel van de DFT-methode berekeningen aan het mechanisme van de Kolbe-Schmittreactie uitgevoerd. De essentie van het voorgestelde mechanisme bestaat uit twee stappen. De eerste stap is de reactie tussen koolstofdioxide en de bijzonder polaire O-Na binding van het natriumfenolaat. De volgende stap is de aanval van het elektrofiele koolstofatoom op de ortho-positie van de benzeenring.